# Anna Minárová
Anna Minárová (* 18. září 1934) byla slovenská a československá politička Komunistické strany Slovenska a poslankyně Sněmovny lidu Federálního shromáždění za normalizace.

## Biografie
K roku 1976 se profesně uvádí jako dělnice.
Ve volbách roku 1976 zasedla do Sněmovny lidu (volební obvod č. 156 – Bánovce nad Bebravou, Západoslovenský kraj). Mandát obhájila ve volbách roku 1981 (obvod Partizánske) a ve volbách roku 1986 (obvod Partizánske). Netýkal se ji proces kooptací nových poslanců po sametové revoluci. Ve Federálním shromáždění setrvala až do konce funkčního období, tedy do svobodných voleb roku 1990.